# 모스길 AFC
모스길 AFC(Mosgiel Association Football Club)는 뉴질랜드 모스길에 있는 세미프로 축구단이다. 현재 풋볼사우스 프리미어리그에 참가하고 있다.